# Takashi Miike
(Takashi Miike)
Takashi Miike (三池崇史?, Miike Takashi; Yao, 24 agosto 1960) è un regista, sceneggiatore, attore e produttore cinematografico giapponese. 
Eclettico, controverso e prolifico, è considerato uno dei più talentuosi e originali cineasti giapponesi. Tra produzioni per sala, televisive e V-Cinema, ha al suo attivo, dal suo debutto nel 1991, oltre 100 tra film ed episodi televisivi di dorama.

## Biografia

### Gli inizi e gli studi
Takashi Miike nasce a Yao, nella prefettura di Osaka (nella regione del Kansai), il 24 agosto del 1960, figlio di un saldatore e di una sarta entrambi dei nikkei ancestralmente originari della prefettura di Kumamoto (nella regione del Kyūshū). Durante gli anni precedenti la seconda guerra mondiale, infatti, le famiglie dei genitori del futuro regista si trasferirono rispettivamente in Cina e in Corea (difatti, il padre nacque a Seul, capitale dell'odierna Corea del Sud), per poi fare ritorno in Giappone diverso tempo dopo il termine del conflitto.
Al liceo, Miike divenne un assiduo giocatore di pachinko e sognava di divenire un motociclista. Dopo aver conseguito il diploma, ascoltò alla radio una pubblicità riguardante la Yokohama Eiga Semmon Gakkō, vale a dire la scuola di cinema e televisione di Yokohama, fondata, tra gli altri, dal celebre regista Shōhei Imamura.
A proposito di questo periodo della sua vita, Miike ha spesso sostenuto di non essersi mai applicato più di tanto allo studio e di avere seguito molto raramente i corsi dell'istituto, a cui peraltro pare si fosse iscritto unicamente poiché tale scuola non prevedeva alcun esame d'ammissione, decidendo perciò d'abbandonarla dopo una sola settimana di frequentazione e trovando poi lavoro presso un night club frequentato da soldati statunitensi di stanza nel Paese; altre fonti, però, mettono in dubbio ciò che è sostenuto dal regista, facendo notare come risulti comunque il conseguimento della laurea presso la prestigiosa scuola.
Successivamente, Miike iniziò a lavorare come assistente volontario per una serie televisiva, intitolata Black Jack. Miike lavorò per la televisione per dieci anni, fino ad essere promosso aiuto regista. Nel 1987 ebbe il suo primo lavoro per il cinema, divenendo terzo assistente alla regia di Il mezzano, diretto dallo stesso Imamura. Miike lavorò anche per altri registi, tornando a lavorare con Imamura in Pioggia nera, che segnò anche il suo debutto in veste di attore.

### Il V-Cinema
Dopo le esperienze televisive e quelle come aiuto regista, Miike era pronto per dirigere un film. L'esordio avvenne nel 1991, con il film d'azione Eyecatch Junction, realizzato per il V-Cinema, ovvero direttamente per il mercato home video. Lo stesso anno, Miike fu scelto per sostituire il regista Toshihiko Yahagi nella regia di Lady Hunter che, pur uscendo due mesi dopo Eyecatch Junction, è considerato il suo vero esordio. Miike iniziò quindi a dirigere film ad un ritmo frenetico, realizzando in media cinque-sei pellicole all'anno, specializzandosi nel genere Yakuza film, raccogliendo così l'eredità lasciata dai grandi registi del genere quali Kinji Fukasaku e Seijun Suzuki.
Miike ha ammesso di non ricordare quale fu il suo primo film distribuito nelle sale cinematografiche, se Daisan No Gokudō o Shinjuku Triad Society, prima parte della trilogia Black Society Trilogy. In ogni caso, entrambi i film furono proiettati per pochi giorni in un solo cinema di Tokyo.
Il film che lo rivelò definitivamente al di fuori del Giappone fu Fudoh: The New Generation, diretto nel 1996, che vinse nel 1998 due premi al Fantasporto. Lo stesso anno, il regista giapponese iniziò a dirigere molti film, amalgamando vari formati e generi, e girando sequenze splatter anche nei film non horror.

### I film sulla yakuza
Nel 1997 Takashi Miike diresse due film che trattano della yakuza: Full Metal Yakuza, contaminato con la fantascienza, e Rainy Dog. Il regista si specializzò in questo genere, mettendo in scena yakuza vecchi ormai stanchi, soppiantati da una nuova generazione (come in Fudoh: The New Generation).

### Il successo
Tra il 1999 e il 2000 Takashi Miike diresse dieci film, tra cui Ley Lines, Audition, la miniserie televisiva MPD Psycho, Dead or Alive e Dead or Alive 2: Birds, che lo fecero definitivamente conoscere in tutto il mondo e lo imposero come autore estremo e provocatorio.
Ley Lines, ultima parte della Black Society Trilogy, è un'opera triste e drammatica con tinte noir che tratta la tematica della fuga dal Giappone per un mondo e una vita migliori. Audition è considerato uno dei suoi migliori (e anche più disturbanti) film, e ha vinto dei premi in festival europei quali il Festival di Rotterdam. MPD Psycho è una miniserie televisiva horror-splatter composta da sei episodi, tratta dall'omonimo manga scritto da Eiji Ootsuka e disegnato da Shōu Tajima. Dead or Alive è il primo film di una trilogia anomala, in quanto composta da tre film legati tra di loro soltanto dal regista e dagli attori protagonisti, le star del V-Cinema Shō Aikawa e Riki Takeuchi, mentre le trame sono totalmente differenti.
Nel 2001 Takashi Miike diresse The Happiness of the Katakuris, remake del film sud-coreano Joyonghan Gajok, una contaminazione di generi quali l'horror, la commedia e il musical, Visitor Q, spietata commedia drammatica su una famiglia giapponese che per i temi trattati (necrofilia, droga, bullismo ed incesto) è considerato uno dei film più controversi del regista, e Ichi the Killer, film splatter tratto dall'omonimo manga scritto e disegnato da Hideo Yamamoto, che mette in scena una violenza esagerata e cartoonesca, ma è soprattutto una riflessione sul dolore.
Nel 2003 fu la volta di Gozu, un film grottesco realizzato in quindici giorni per il V-Cinema, presentato con successo alla Quinzaine des Réalisateurs al Festival di Cannes 2003 e distribuito successivamente nelle sale cinematografiche.
Nel 2004 Takashi Miike diresse un altro celebre regista giapponese, Takeshi Kitano, in IZO, uno dei suoi film più sperimentali e nel 2005 diresse il suo primo film statunitense, Sulle tracce del terrore, episodio della serie televisiva Masters of Horror. Per il contenuto violento ed estremo delle immagini e per i temi trattati (pedofilia, aborto, incesto e stupro) è stato l'unico episodio della serie ad essere censurato e ad approdare direttamente in DVD, senza essere trasmesso in televisione.
(Takashi Miike)
Sempre nel 2005, Takashi Miike apparve come attore in Hostel, diretto da Eli Roth, mentre nel 2007 diresse il western Sukiyaki Western Django, che omaggia lo spaghetti western e in particolare Django di Sergio Corbucci. Tra gli interpreti del film compare anche Quentin Tarantino, da sempre suo ammiratore, considerandolo uno dei migliori registi contemporanei.
Nel 2009 uscì Yattaman - Il film, tratto dalla celebre serie animata e nel 2010 13 Assassini, un jidai-geki remake dell'omonimo film del 1963 diretto da Eiichi Kudo, presentato in anteprima mondiale e in concorso alla 67ª Mostra del cinema di Venezia. Entrambi i film vennero distribuiti anche in alcune sale cinematografiche italiane, cosa quasi mai successa per le produzioni del regista.
Nel 2014, venne premiato con il Maverick Director Award durante la nona edizione del Festival internazionale del film di Roma, in occasione della proiezione in prima mondiale del suo film, Kami-sama no Iu Toori (As the Gods Will). Marco Müller, il direttore del festival, ha così commentato la scelta:

## Stile e tematiche
Takashi Miike è noto per i suoi film estremamente violenti e inquietanti, pregni di sequenze splatter e di bizzarre perversioni sessuali, sebbene il sangue sia sempre trattato in modo ironico. Nonostante questo, nella sua sterminata e eclettica filmografia non mancano opere dedicate al pubblico più giovane come Zebraman, The Great Yokai War, Yattaman o Ninja kids!!!
(Takashi Miike)
Molti suoi film trattano del mondo della Yakuza, dell'amicizia virile e della famiglia giapponese. La tematica principale è quella riguardante la mancanza di radici dei suoi protagonisti. Spesso nei suoi film sono presenti uomini e donne di diverse nazionalità: immigrati brasiliani in Giappone, giapponesi in esilio a Taiwan, sud-coreani in trasferta in Giappone, o i cosiddetti zanryu koji, ovverosia individui giapponesi nati da famiglie d'espatriati ristabilitisi in Giappone. La condizione di persona senza radici spinge il personaggio a divenire un fuorilegge e ad essere rifiutato dalla società. Unica possibilità è quindi l'affiliazione alla yakuza o il sogno di una fuga quasi sempre impossibile.

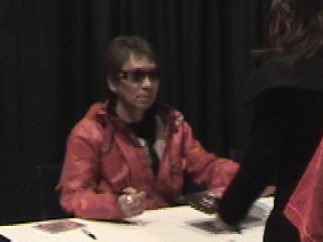
Takashi Miike

I film di Miike non hanno quasi mai un lieto fine, e narrano appunto di fughe impossibili, di individui senza una famiglia che se ne costruiscono una propria, unendosi ad altri individui reietti e rifiutati dalla società, come le prostitute o i bambini rifiutati dalle madri.
Altri dei temi trattati nel suo cinema sono il rapporto tra violenza, dolore e amore, la ricerca della felicità, l'inesistenza di un bene o di un male assoluti, la ciclicità della vita (rinascita e reincarnazione), l'omosessualità e le assurde e limitanti comuni istanze sociali e tradizioni giapponesi.
Per quanto riguarda lo stile filmico, Miike adotta un montaggio pieno di tagli veloci mischiati a piani sequenza che precedono e in alcuni casi seguono le scene iperviolente. Il regista usa in molti film un incipit lungo, dotato di un montaggio veloce simile ai videoclip, con una musica frenetica, che presenta un numero esagerato di avvenimenti e presenta tutti i personaggi del film. Questa tecnica è adottata soprattutto in film quali Shinjuku Triad Society, Dead or Alive e The City of Lost Souls. Le sequenze finali si ricollegano in alcuni casi all'incipit, e alcuni film terminano con soluzioni incredibili, come Dead or Alive, Dead or Alive: Final e Gozu.
Una delle sequenze ricorrenti nei suoi film è quella riguardante delle macchie di sangue che sporcano e in alcuni casi inondano l'obiettivo della macchina da presa.
Nel 2013, per il sito filmmakingmagazine.com, il regista dichiara i suoi 10 personali consigli verso tutti i cineasti coinvolti nella realizzazione di un film:
1. Un film è guidato dai suoi personaggi, non dai suoi effetti speciali.
2. Individuate le immagini che guideranno la vostra storia.
3. Anche i cattivi devono essere facilmente riconoscibili.
4. Lasciate che il vostro entusiasmo brilli attraverso lo schermo.
5. Non disperatevi per la mancanza di fondi o risorse. Siate creativi.
6. Ogni generazione impara da ciò che mancava in quella precedente.
7. Trovate l'equilibrio nel vostro cinema.
8. Rispettate la prossima generazione di cineasti.
9. Bruce Lee è il re.
10. Raccontate la storia che è dentro di voi, senza dare troppa importanza al soggetto da cui si parte.

## Critiche
Una delle critiche maggiori fatte a Takashi Miike riguarda la sua presunta misoginia. Spesso i suoi film infatti mostrano terribili sequenze di stupri e pestaggi ai danni di donne inermi. Ma in vari film il regista contraddice questa critica, come in Visitor Q dove mette in scena una famiglia che da patriarcale si rivela infine matriarcale o in Audition dove è una donna a torturare vari uomini.

## Passioni
Durante la sua infanzia, Takashi Miike guardava principalmente film con protagonista Bruce Lee, film catastrofici, kaijū (come Gamera e Godzilla) e spaghetti western, fino a che da adolescente, dopo la visione di Non aprite quella porta di Tobe Hooper, rimase scioccato e segnato a vita. Attualmente, tra i registi che ammira di più e da cui si sente influenzato ci sono David Lynch, David Cronenberg, Paul Verhoeven, Akira Kurosawa, Hideo Gosha, e Shohei Imamura, per il quale ha lavorato come assistente alla regia. I suoi cinque film preferiti sono I 3 dell'Operazione Drago, Non aprite quella porta, Starship Troopers, Non uno di meno e Dalla Cina con furore.

## Filmografia

### Regista

#### Cinema
- The Third Gangster (Daisan no gokudō) (1995)
- Shinjuku Triad Society (Shinjuku kuroshakai: Chaina mafia sensō) (1995)
- Fudoh: The New Generation (Gokudō sengokushi - Fudō) (1996)
- Young Thugs: Innocent Blood (Kishiwada shōnen gurentai - Chikemuri junjō hen) (1997)
- Rainy Dog (Gokudō kuroshakai) (1997)
- The Bird People in China (Chūgoku no chōjin) (1998)
- Andromedia (Andoromedia) (1998)
- Blues Harp (1998)
- Young Thugs: Nostalgia (Kishiwada shōnen gurentai - Bōkyō) (1998)
- Audition (Ōdishon) (1999)
- Ley Lines (Nihon kuroshakai) (1999)
- Dead or Alive (Deddo oa araibu: Hanzaisha) (1999)
- White Collar Worker Kintaro (Sarariiman Kintarō) (1999)
- The City of Lost Souls (Hyōryūgai) (2000)
- The Guys from Paradise (Tengoku kara kita otokotachi) (2000)
- Dead or Alive 2: Birds (Dead or Alive 2: Tōbōsha) (2000)
- Family (Famirii) (2001)
- Visitor Q (Bijita Q) (2001)
- Ichi the Killer (Koroshiya Ichi) (2001)
- Agitator (Araburu tamashiitachi) (2001)
- The Happiness of the Katakuris (Katakurike no kōfuku) (2001)
- Dead or Alive: Final (2002)
- Onna kunishuu ikki (2002)
- Graveyard of Honor (Shin jingi no hakaba) (2002)
- Shangri-La (Kin'yuu hametsu Nippon - Tōgenkyō no hito-bito) (2002)
- Pandoora (2002)
- Deadly Outlaw: Rekka (Jitsuroku Andō Noboru kyōdō den: rekka) (2002)
- The Man in White (Yurusarezaru mono) (2003)
- Gozu (Gokudō kyōfu daigekijō - Gozu) (2003)
- The Call - Non rispondere (Chakushin ari) (2003)
- Zebraman (Zeburaaman) (2004)
- Izo (IZO) (2004)
- The Great Yokai War (Yōkai daisensō) (2005)
- Big Bang Love, Juvenile A (46 oku nen no koi) (2006)
- Waru (2006)
- Sun Scarred (Taiyō no kizu) (2006)
- Like a Dragon (Ryū ga kotoku: Gekijōban) (2007)
- Sukiyaki Western Django (Sukiyaki Uesutan Jango) (2007)
- Detective Story (Tantei monogatari) (2007)
- Crows Zero (Kurōzu zero) (2007)
- God's Puzzle (Kamisama no pazuru) (2008)
- Yattaman - Il film (Yattâman) (2009)
- Crows Zero II (Kurōzu zero II) (2009)
- Zebraman 2: Attack on Zebra City (Zeburâman: Zebura Shiti no gyakushû) (2010)
- 13 assassini (Jûsan-nin no shikaku) (2010)
- Ichimei (Ichimei) (2011)
- Ninja Kids!!! (Nintama Rantarō) (2011)
- Ace Attorney (Gyakuten saiban) (2012)
- Il canone del male (Aku no kyôten) (2012)
- For Love's Sake (Ai to Makoto) (2012)
- Proteggi l'assassino - Shield of Straw (Wara No Tate 藁の楯) (2013)
- The Mole Song: Undercover Agent Reiji (Mogura no uta - sennyû sôsakan: Reiji) (2013)
- Over Your Dead Body (Kuime) (2014)
- As the Gods Will (Kami-sama no Iu Toori) (2014)
- The Lion Standing in the Wind (Kaze ni Tatsu Lion) (風に立つライオン) (2015)
- Yakuza Apocalypse (Gokudo Daisenso) (2015)
- Terra Formars (Tera Fōmāzu) (2016)
- The Mole Song: Hong Kong Capriccio (Mogura no uta: Hong Kong kyōsō-kyoku) (2016)
- Diamond Is Unbreakable (2017)
- L'immortale (Mugen no Jūnin) (2017)
- Laplace's Witch (Laplace no majo) (2018)
- L'ultimo yakuza (Hatsukoi) (2019)
- Secret × Heroine Phantomirage! ~We've Become a Movie~ (2020)
- Police × Heroine Lovepatrina! ~Challenge from a Phantom Thief! Let's Arrest with Love and a Pat!~ (2021)
- The Great Yokai War: Guardians (Yōkai Daisensō Gādianzu) (2021)
- The Mole Song: Final (Mogura no Uta Fainaru) (2021)
- Lumberjack the Monster (Kaibutsu no kikori) (2023)

#### Direct-to-video
- Eyecatch Junction (Toppū! Minipato tai - Aikyacchi jankushon) (1991)
- Lady Hunter (Redihantaa - Koroshi no pureyūdo) (1991)
- A Human Murder Weapon (Ningen kyōki: Ai to ikari no ringu) (1992)
- Bodyguard Kiba (Bodigaado Kiba) (1993)
- Oretachi wa tenshi ja nai (1993)
- Oretachi wa tenshi ja nai 2 (1993)
- Shinjuku Outlaw (Shinjuku autoroo) (1994)
- Bodyguard Kiba 2: Apocalypse of Carnage (Bodigaado Kiba: Shura no mokushiroku) (1994)
- Bodyguard Kiba 3: Second Apocalypse of Carnage (Bodigaado Kiba: Shura no mokushiroku 2) (1995)
- Osaka Tough Guys (Naniwa yūkyōden) (1995)
- New Third Gangster: Outbreak Kansai Yakuza Wars (Shin daisan no gokudō - Boppatsu Kansai gokudō wōzu) (1996)
- New Third Gangster 2 (Shin daisan no gokudō II) (1996)
- Ambition Without Honour (Jingi naki yabō) (1996)
- Peanuts (Piinattsu: Rakkasei) (1996)
- The Way to Fight (Kenka no hanamichi - Ōsaka saikyō densetsu) (1996)
- Ambition Without Honour 2 (Jingi naki yabō 2) (1997)
- Full Metal Yakuza (Full Metal gokudō) (1997)
- Silver (Shirubaa) (1999)
- Family 2 (Famirii 2) (2001)
- Kumamoto Stories (Kumamoto monogatari) (2002)[16]
- Kikoku (Kikoku) (2003)
- Waru: kanketsu-hen (2006)

#### Cortometraggi
- The Making of Gemini (Tsukamoto Shin'ya ga Ranpo suru) (2000) - Documentario
- Go! Go! Fushimi Jetto (2002) - Videoclip
- Three... Extremes (Sam gang yi) - episodio: Box (2004)

#### Televisione
- Last Run: 100 Million Ten's Worth of Love & Betrayal (Rasuto ran: Ai to uragiri no hyaku-oku en - Shissô Feraari 250 GTO) (1992)
- Tennen shōjo Mann (1999) - miniserie TV
- Tennen shôjo Man next: Yokohama hyaku-ya hen (1999)
- MPD Psycho (Tajuu jinkaku tantei saiko - Amamiya Kazuhiko no kikan) (2000) - miniserie TV
- Sabu (2002)
- Paato taimu tantei (2002)
- Negotiator (Kōshōnin) (2003)
- Paato-taimu tantei 2 (2004)
- Ultraman Max (Urutoraman Makkusu) (2005) - serie TV (2 episodi)
- Masters of Horror (2005) - serie TV (ep. Imprint - Sulle tracce del terrore)
- Kētai sōsakan 7 (2008) - serie TV (1 episodio)
- QP - dorama (ep. 1-2-3-11-12)
- Idol × Warrior Miracle Tunes!, regista generale (2017-18) - serie TV
- Magical x Heroine: Magimajo Pures!, regista generale (2018-19) - serie TV
- Secret x Warrior: Phantomirage!, regista generale (2019-20) - serie TV
- Police x Heroine: Lovepatrina!, regista generale (2020-21) - serie TV
- Connect - Occhio per occhio (2022) - miniserie TV
- Onimusha, regista generale (2023) - serie TV anime
- Nyaight of the Living Cat, regista generale (2025) - serie TV anime[17]

Spettacoli teatrali
- Demon Pond (Yasha-ga-ike) (2005)
- Zatoichi (2008)

### Videogiochi
- No More Heroes 2: Desperate Struggle, sé stesso (2010)
- No More Heroes III, sé stesso (2022)

### Sceneggiatore
- The Great Yokai War (Yōkai daisensō) (2005)
- Sukiyaki Western Django (Sukiyaki Uesutan Jango) (2007)
- Zatoichi (2008)
- Il canone del male (Aku no kyôten) (2012)